# Agrypon clivicolum
Agrypon clivicolum är en stekelart som beskrevs av Dasch 1984. Agrypon clivicolum ingår i släktet Agrypon och familjen brokparasitsteklar. Inga underarter finns listade i Catalogue of Life.